# Alifatische verbinding

Een voorbeeld van een alifatische verbinding, isobutaan

Alifatische verbinding (van het Grieks: aleiphatos = zalfolie, vet) is een term uit de organische chemie voor alle verbindingen die wel koolstofketens maar geen aromatische ringstructuur bevatten.
Een alifatische verbinding wordt daarom ook wel een niet-aromatisch koolwaterstof genoemd. Omdat koolstof en waterstof ongeveer even elektronegatief zijn en tevens wegens de vaak grote symmetrie, is een alifatische verbinding, wanneer er geen andere atomen zijn opgenomen in het molecuul, een apolaire verbinding. Dat betekent dat het geen of een klein dipoolmoment heeft en dus slecht mengt met een polaire verbinding, zoals water. Om de twee stoffen dan toch te mengen is een emulgator nodig. 
Door de apolaire eigenschappen worden alifatische verbindingen vaak gebruikt om extracties uit te voeren. Dat gebeurt wanneer een stof zich in een polair oplosmiddel bevindt, zij in een apolair oplosmiddel een lagere energietoestand zou hebben.  In een mengsel van beide oplosmiddelen zal diffusie optreden van het polaire oplosmiddel naar het apolaire oplosmiddel. Onder andere hexaan en di-ethylether worden hiervoor vaak gebruikt.